# أبو المراق محمد باشا
أبو المراق محمد باشا سياسي عثماني شغل منصب والي مصر منذ حتى .